# Kasuarer
Kasuarerne er en familie af fugle uden flyveevne. Familien er traditionelt blevet henført til strudsefuglene, men regnes nu snarere til ordenen Casuariiformes. De findes i Australien og Asien

## Arter
Der findes kun en slægt med tre arter:
- Slægt Casuarius
  - Art: Hjelmkasuar (Casuarius casuarius)
  - Art: Dværgkasuar (Casuarius bennettii)
  - Art: Nordlig kasuar (Casuarius unappendiculatus)

- Wikimedia Commons har flere filer relateret til Kasuarer